# Frederik Berthelsen
Frederik Berthelsen (Spitzname Naparutaq; * 27. April 1750 in Nuuk; † 13. Januar 1828 ebenda) war ein grönländischer Katechet und Missionar.

## Leben
Frederik Berthelsen war der Sohn des dänischen Missionars Berthel Laersen (1722–1782) und seiner grönländischen Frau Susanna (um 1722–1779). Eine theologische Ausbildung bei einem Dänen in Nuuk scheiterte an seinen nicht ausreichenden Dänischkenntnissen. Stattdessen half er ab seinem 15. Lebensjahr seinem Vater als Katechet in der Kolonie Sukkertoppen (heute Kangaamiut). Als sein Vater 1782 starb, musste Frederik als neu ernannter Oberkatechet die Mission alleine am Laufen halten, bis ein neuer Missionar dorthin kam. Einige Jahre später blühte die Habakuk-Bewegung auf, die bald ausartete und jegliche Kontrolle von Kirche und Handel über die Grönländer verlieren ließ. Wegen seiner grönländischen Herkunft gelang es Frederik Berthelsen, die Bewegung zu beenden. Von 1795 bis 1797 war er für kurze Zeit in Nuuk tätig. Als 1807 der dänisch-englische Kanonenbootkrieg ausbrach, brachen die Verbindungen zwischen Dänemark und Grönland ab und die meisten Dänen verließen Grönland. 1814 gab es mit dem Norweger Bernhard Hartz (1781–1822) nur noch einen einzigen Missionar im ganzen Land, der für Nordgrönland zuständig war. Am 26. Mai 1814 ernannte Hartz Frederik Berthelsen zum Missionar über ganz Südgrönland. Im Folgejahr zog er nach Nuuk um. Als 1817 neue Missionare nach Grönland kamen, blieb Frederik Berthelsen für die Kolonialdistrikte Godthaab und Fiskenæsset zuständig. Am 25. März 1827 wurde er pensioniert. Er starb im Folgejahr im Alter von 77 Jahren.
Frederik Berthelsen war in seinem Leben dreimal verheiratet. Am 1. Februar 1772 heiratete er die Grönländerin Edel, Tochter des Jägers Job. Nach ihrem Tod im Jahr 1775 heiratete er am 24. September 1776 in zweiter Ehe Hedevig. Sie starb 1799 und Frederik heiratete noch im selben Jahr am 29. Juli Augusta, die ihn überlebte und 1832 starb.